# فيبفين بالفارت
فيبفين بالفارت (بالفرنسية: Febvin-Palfart)‏ هي بلدية تقع في إقليم باد كاليه من منطقة نور با دو كاليه في شمال فرنسا. تبلغ مساحة هذه المدينة 14.51 (كم²)، وترتفع عن سطح البحر 125 م، يبلغ عدد سكانها 497 نسمة حسب إحصاء المعهد الوطني للإحصاء والدراسات الاقتصادية سنة 2009 م. وترأس Pierre Deremetz البلدية خلال فترة (2008-2014).